# Lucio Atio Macrón
Lucio Atio Macrón (en latín: Lucius Attius Macro) fue un senador romano que vivió a finales del siglo I y mediados del siglo II, y desarrolló su cursus honorum bajo Trajano, y Adriano. 

## Carrera
Después de servir como pretor, Macrón fue legatus legionis o comandante de dos legiones romanas sucesivamente, la Legio I Adiutrix, estacionada en Brigetio, en Panonia Superior; y la Legio VII Gemina, con campamento en Legio en Hispania Tarraconensis, lo que es extraño  porque los senadores rara vez dirigían más de una legión en su carrera, lo que indica Anthony Birley, quien solamente identificó solamente a treinta y tres hombres.
Atio Macrón también está atestiguado como gobernador de Panonia Inferior inmediatamente antes de acceder al consulado; Werner Eck fecha su mandato en esa provincia desde el año 130 al 134. Fue cónsul sufecto en el año 134 junto a Publio Licinio Pansa.

## Bibliografía

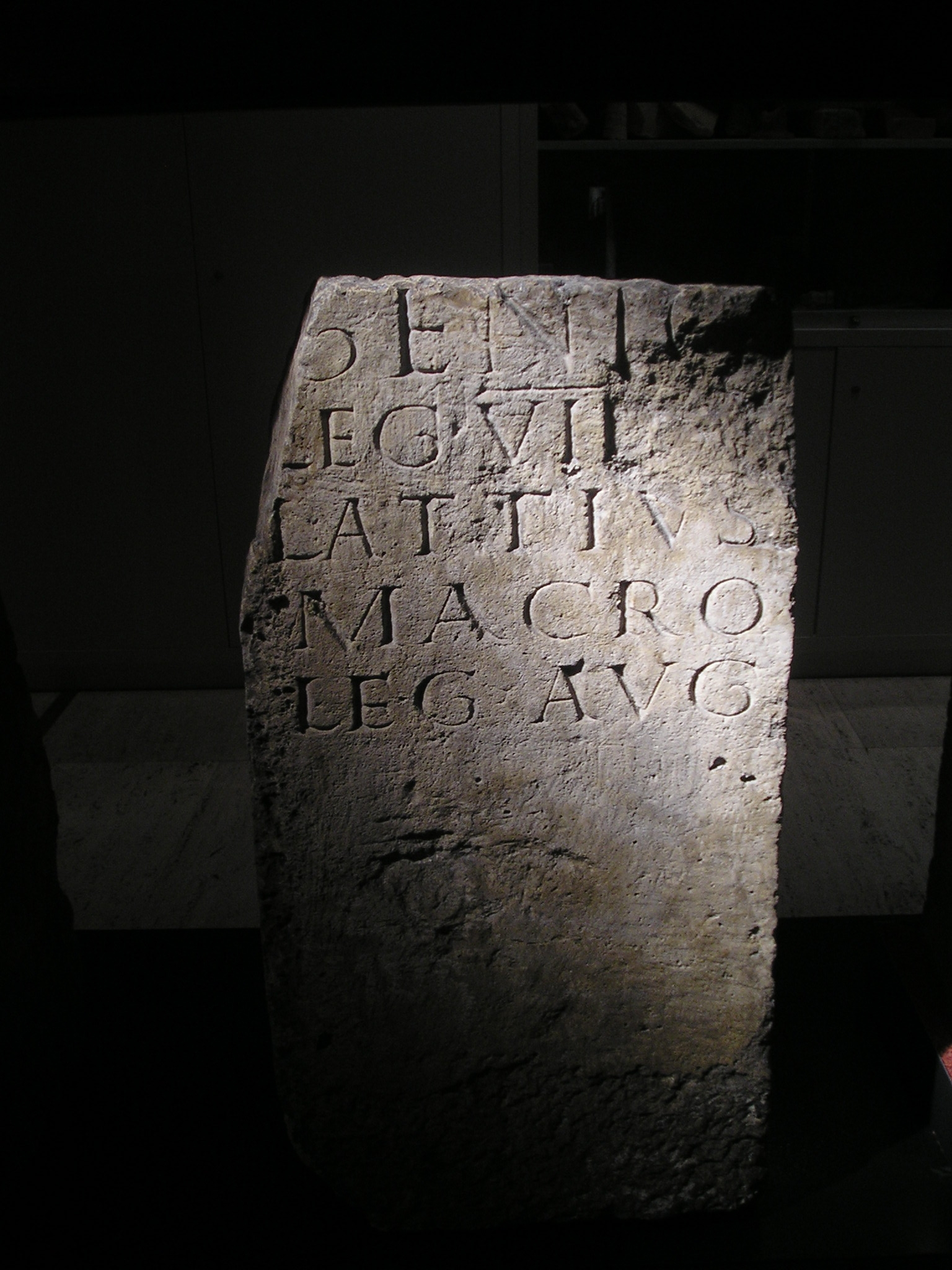
Inscripción dedicada al Genio de la Legio VII Gemina por su legado Lucio Atio Macrón.